# Педагогический сборник
«Педагоги́ческий сбо́рник» — русский журнал, выходивший в Санкт-Петербурге ежемесячно с 1864 по 1918 год.

## История
Журнал издавался ежемесячно при Главном управлении военно-учебных заведений. Был преобразован из «Журнала для чтения воспитанникам военно-учебных заведений» (1836—1863).
Выходил в Санкт-Петербурге с октября 1864 по 1918 год. В 1880 году не издавался; в 1881—1882 гг. выпускалось по 4 выпуска в год. В 1918 году вышли книга 1 (январь — март) и книга 2 (апрель— июнь).
Редакторами журнала были Н. Х. Вессель, с 1883 — А. Н. Острогорский, с 1910 — И. С. Симонов.
«Педагогический сборник» являлся официальным органом Главного управления военно-учебных заведений. Журнал был вызван к жизни реформами военно-учебных заведений. В программу издания входил весь круг теоретических и практических вопросов педагогики, начальное, общее и специальное образование. В журнале обсуждались проблемы детской физиологии и психологии, дидактики и методики, истории педагогики, училищеведения и школьной гигиены. Публиковались также статьи по истории военно-учебных заведении, о постановке общего и военного образования в Европе и библиография педагогической литературы.
Журнал выдвигал программу широкого общего образования, выступал противником ранней специализации и реакционной классической системы образования.
«Педагогический сборник» — один из серьезных педагогических журналов. В нем принимали участие крупные русские педагоги: Н. Ф. Бунаков, Н. Х. Вессель, В. И. Водовозов, Г. П. Кузьмин-Караваев, Е. К. Кемниц, В. П. Острогорский, К. Д. Ушинский и другие.